# Arte acusmatica
L'arte acusmatica è un tipo particolare di musica elettronica, creata per essere ascoltata tramite altoparlanti. Il termine musica acusmatica è stato coniato dal compositore francese Pierre Schaeffer, nel suo libro Traité des Objets Musicaux (1966), e deriva dal termine acusmatico e dall'akusmatikoi, la scuola pitagorica i cui discepoli udivano il maestro parlare dietro ad un velo. Nell'arte acusmatica, il velo è una metafora dell'altoparlante.

## Caratteristiche
La musica elettroacustica abbraccia l'insieme dei generi musicali che fanno uso dell'elettricità nella concezione e nella realizzazione delle opere. Le opere elettroacustiche su supporto si identificano con le opere dell'arte acusmatica.
L'arte acusmatica raggruppa le musiche concrete o acusmatiche, le creazioni radiofoniche e i radiodrammi, le opere acusmatiche applicate (per teatro, danza, cinema, video...), le installazioni sonore realizzate su supporto audio diffuso su altoparlanti (in cui la concezione visiva non stabilisce un rapporto diretto di causa/effetto con il risultato sonoro ascoltato), una certa frangia di musiche dette elettroniche (techno) derivanti da una realizzazione in studio fissata su supporto e consegnata al solo ascolto. Infine, alcune realizzazioni di poesia sonora come quelle che si avvicinano alla creazione radiofonica.
Le opere che ne risultano sono opere su supporto: esse non si manifestano se non attraverso la lettura del supporto sul quale sono state registrate, fissate in forma definitiva (su dischi flessibili alla fine degli anni quaranta, poi sul nastro magnetico dei magnetofoni e oggi sulla memoria dei calcolatori).
Il musicista acusmatico parte da registrazioni del suono. Se acustiche, esse possono essere realizzate a partire da interventi su diversi strumenti scelti per la loro predisposizione a “suonare” (dei corpi sonori), da universi abitati da eventi caratteristici, da percorsi, da gesti o sequenze appositamente realizzate, e anche da suoni “figurativi” o da interventi su strumenti tradizionali o “esotici”. Se sintetiche, le registrazioni possono essere costituite da suoni o da sequenze elettroniche suonate sul sintetizzatore, oppure digitali, risultato della programmazione del computer o di trasformazioni immediate di eventi sonori.
Il compositore classifica le registrazioni accumulate, e opera su di esse delle scelte, una ripartizione, dei tagli, e quindi molteplici trasformazioni in uno studio equipaggiato con numerosi apparecchi prodotti dall'evoluzione tecnologica degli ultimi decenni: montaggio, inversione, anello, trasposizione, campionamento, compressione, gel (freeze), riverberazione, eco, ritardo, filtraggio, missaggio, accumulazione.
È l'aspetto sperimentale di tale procedimento (il famoso “procedimento concreto” in cui la composizione si fonda sull'ascolto diretto del risultato, in un costante andare e tornare dal fare all'ascoltare, a partire da suoni creati o acquisiti e trasformati) connesso a una manipolazione dei suoni “bruti”, già “trovati”, che spinge Pierre Schaeffer nel 1948 a coniare il termine di musica concreta. 
Il quale rinvia in modo sicuramente esplicito a quello di musica “astratta” strumentale, che si concepisce “a tavolino” in maniera “teorica” (al di là di ogni contatto diretto con il materiale e la cui concezione passa per l'astrazione di una codificazione, di un linguaggio: il solfeggio).
In un'andata e ritorno costanti dal fare all'ascoltare, l'artista elabora così progressivamente la sua opera, in un procedimento che comprende sia la volontà di un progetto preliminare di composizione (la scelta di una tematica, di un universo sonoro, di una “grande forma”, di un ritaglio), sia la sensibilità, rendendo possibile l'invenzione di una “scrittura” attraverso la gestione dei sincronismi, degli imprevisti, dei contrasti, delle similitudini, delle diffrazioni, delle convergenze.
Infine il compositore esegue la sua opera davanti al pubblico attraverso altoparlanti di differente “colore” e di differente potenza, disseminati nello spazio del concerto, della galleria, del museo, del luogo pubblico, a seconda che egli scelga di comporre per il concerto, per l'installazione sonora o per qualsiasi altra forma di espressione acusmatica.
Tale dispositivo di diffusione (altrimenti detto “orchestra di altoparlanti” o anche acousmonium) è un insieme di casse acustiche distribuite nel luogo del concerto in cui si fa variare l'intensità e il colore di uscita del suono con l'aiuto di un impianto di proiezione (tramite filtri, cavi e amplificatori) per la collocazione nello spazio delle opere interpretate. Motus è attualmente la sola situazione in cui un interprete professionale, Jonathan Prager, è stato nominato, dal 1995, titolare del suo acoumonium.
Si parla metaforicamente di “proiezione del suono”.
È dunque necessario elaborare una interpretazione:
(F. Bayle)
Attraverso ciò che si può definire un'interpretazione (scelta della disposizione dell'impianto, della spazializzazione, del gioco tra le intensità e i colori, dei filtraggi) l'artista rende la sua opera accessibile al pubblico, ormai consegnata unicamente al dominio dell'ascolto.

## Definizioni
Di seguito qualche definizione e commento del termine acusmatica da parte di diversi autori.
Nel periodo della grande avventura della radiofonia negli anni '50, mentre nascevano le prime “musiche del rumore” e Pierre Schaeffer ne definiva i primi tratti metodologici, lo scrittore e poeta Jérome Peignot dichiara in una trasmissione: 
(In Musique animée, trasmissione del gruppo di musica concreta, 1955)
Pierre Schaeffer, nel suo Traité des objets musicaux (1966) riprende il termine acusmatico e lo collega all'"ascolto ridotto": 
(Citato da F.Bayle in  Vocabulaire de la musique contemporaine., collection Musique ouverte J.Y. Bosseur, éd. Minerve)
Per Denis Dufour e Jean-François Minjard l'arte acusmatica è un'arte del suono che produce un'opera fissata e definitiva, su supporto, proposta al solo ascolto: senza ricorrere al visivo e utilizzando tutti i mezzi elettroacustici offerti al compositore dallo studio, quali che siano le tecnologie impiegate. La composizione acusmatica è fondata sull'ascolto. In un'andata e ritorno costanti dal fare all'ascoltare, a partire da suoni creati o acquisiti e trasformati, il compositore costruisce e sistema gli elementi della sua opera in un'invenzione inaudita di scrittura di dettaglio e di articolazione di immagini di suoni tra di loro. I suoni elaborati per se stessi, quindi slegati dal modo in cui sono prodotti, implicano l'abbandono della loro causalità reale a vantaggio di una causalità virtuale, essa stessa generatrice di spazi interni, esterni, indotti, immaginari, metaforici, ecc., le cui giustapposizioni inducono senso.
Per Michel Chion acusmatica si dice della situazione d'ascolto in cui si sente un suono senza vedere le cause dalle quali proviene. Questa parola greca designava al tempo i discepoli di Pitagora, che ascoltavano il loro maestro insegnare da dietro un tendaggio. Pierre Schaeffer, inventore della musica concreta, ha avuto l'idea di riesumare questo vocabolo per caratterizzare la situazione d'ascolto generalizzata dalla radio, dal disco, dall'altoparlante. Nel suo Traité des objets musicaux (1966), egli ha analizzato le conseguenze di tale situazione sulla psicologia dell'ascolto. Dopo di lui, il compositore François Bayle ha pensato di recuperare il termine acusmatica per definire ciò che comunemente si designa come musica elettroacustica. “Musica acusmatica”, “concerto acusmatico” sono per lui termini che meglio si addicono alle condizioni di ascolto e di costruzione di tale musica “invisibile”, nata dall'altoparlante e in cui il suono registrato è slegato dalla sua causa iniziale.

## Storia
Già prima di Schaeffer, diversi sperimentatori hanno esplorato idee che mettevano in gioco il suono o i rumori come materiali rientranti nell'ambito delle esigenze compositive: il pittore e compositore futurista italiano Luigi Russolo, all'inizio del ‘900 (con i suoi “intonarumori”), il cineasta sperimentale tedesco Walter Ruttmann, il quale utilizza la banda sonora della pellicola cinematografica per produrre un “film senza immagine” (Week-end, 1930), e certamente Edgard Varèse e la sua famosa utopia del “suono organizzato”... Tuttavia nessuno di loro ha avuto l'idea di utilizzare la registrazione (seppure accessibile e in evoluzione dagli anni '10) al fine di creare una vera “arte dei suoni fissati”.
Nel 1948 Pierre Schaeffer, animatore di un piccolo gruppo di ricerca all'interno della radio francese, inventa una nuova forma di espressione artistica che lui stesso chiamerà musica concreta.
Creatore e produttore di trasmissioni radiofoniche, in cui “l'ascoltare senza vedere” determina al tempo stesso il mistero e il successo di tale nuovo mezzo di comunicazione, egli si lancia in un'avventura musicale interamente nuova, dopo mesi di sperimentazione e di osservazione dei suoni “fissati”, che i processi di registrazione gli consentono di riascoltare a piacimento: i più diversi materiali sonori disponibili all'interno della fonoteca, lasciati dai tecnici o registrati da lui.
Nell'utilizzare più piatti di giradischi, scrive: 
Dal suo entusiasmo e dal suo spirito scientifico nascono gli Etudes de bruits (prima opera di musica concreta registrata su disco) diffusi per radio prima di essere dati in concerto. Pierre Henry lo raggiunge al Club d'essai della Radio nel 1949. Insieme compongono Bidule en ut e Symphonie pour un homme seul, opera che farà in seguito il giro del mondo con il balletto di Maurice Béjart.
Nel 1951 il gruppo di Pierre Schaeffer diventa il Gruppo di ricerca di musica concreta della Radiodiffusion-Télévision Française. È riorganizzato nel 1958 sotto il nome di Gruppo di ricerca musicale (GRM). Attualmente diretto da Daniel Teruggi, il GRM nel 1974 fu integrato all'Istituto nazionale dell'audiovisivo.
Da parte sua Pierre Henry prosegue in un cammino solitario e fonda il primo studio privato di musica concreta, Apsome, nel 1960. Da allora il suo percorso è disseminato di concerti che riunisce un pubblico sempre più vasto: Messe pour le temps présent, Le Voyage, L'Apocalypse de Jean, Futuristie, Messe de Liverpool…
Nel corso degli anni cinquanta, numerosi compositori tradizionali o d'avanguardia dell'epoca, da Darius Milhaud a Iannis Xenakis, da Olivier Messiaen a Edgard Varèse, da Henri Sauguet a Pierre Boulez si iniziano alla pratica della musica concreta dopo Pierre Schaeffer. Allo stesso tempo, alcuni compositori all'estero aprono studi di composizione elettronica: Karlheinz Stockhausen presso la WDR di Colonia (Gesang der Jünglinge, 1956), Bruno Maderna, Luciano Berio presso la RAI di Milano (Thema-Omaggio a Joyce, 1958). Negli Stati Uniti l'esperienza dei suoni fissati assume un aspetto più tecnico, con la ricerca di Max Matthews sulla sintesi del suono tramite calcolatore nel laboratorio della Bell Telephone a Murray Hill, ma anche con i tentativi di Otto Luening (Fantasy in space, 1952) e Vladimir Ussachevsky (Incantation, 1953) presso il Columbia-Princeton Music Center di New York… In Francia si crea subito un vero vivaio di compositori esclusivamente acusmatici: François Bayle (Espaces inhabitables, 1967), Pierre Boeswillwald (Sur le chemins de Venise, 1983), Michel Chion (Requiem, 1973), Christian Clozier (Quasars, 1980), Luc Ferrari (Hétérozigote, 1964), Jacques Lejeune (Parages, 1974), Bernard Parmegiani (De natura sonorum, 1975), Jean-Claude Risset (Mutations, 1969), Alain Savouret (L'Arbre et coetera, 1972)…

## L'arte acusmatica oggi

### Repertorio mondiale
Influenzati e stimolati dall'esempio di Pierre Schaeffer e da quello dei pionieri della musica elettronica, numerosi altri paesi hanno creato i loro studi. Nel 1970 Françoise Barrière e Christian Clozier fondano il GMEB, gruppo di musica sperimentale di Bourges, catalizzatore della musica elettroacustica mondiale e più particolarmente nei paesi dell'Est, nell'Europa del nord, a Cuba e in America del Sud. Grazie all'esistenza di classi di composizione all'interno dei conservatori e delle università, la pratica dell'arte acusmatica conosce un forte sviluppo nei seguenti paesi: Francia (con Marcel Frémiot, Guy Reibel, Denis Dufour, Philippe Mion…), Canada (con Francis Dhomont), Belgio (con Annette Vande Gorne), Gran Bretagna (con Denis Smalley), Austria (con Dieter Kaufmann), Germania (con Hans Tutschku), Brasile (con Jorge Antunes, Rodolfo Caesar), Italia (con Roberto Doati, Agostino di Scipio, Lucio Garau…), ma anche Polonia, Ungheria, Svezia, Norvegia, America del Sud, Stati Uniti, Giappone…
L'acusmatica attrae nuove generazioni di compositori (citiamo Frédéric Acquaviva, Patrick Ascione, Paul Dolden, Ingrid Drese, Jean-Marc Duchenne, Marc Favre, Thomas Gerwin, Bernhard Günter, Jonty Harrison, Tomonari Higaki, Frédéric Kahn, Erik Mikael Karlsson, Patrick Kosk, Francisco López, Lionel Marchetti, Elio Martusciello, Robert Normandeau, Ake Parmerud, Dominique Petitgand, Agnès Poisson, Daniel Teruggi, Christian Zanési…) e decine di compositori che operano in diversi stili, di universi e di procedure a volte fortemente lontane dalle prime idee di Pierre Schaeffer. Utilizzando una tecnologia in perpetua evoluzione, questi creatori si riconoscono sotto differenti denominazioni: a seconda dei periodi, dei luoghi e delle scuole, la musica acusmatica ha avuto come denominazioni anche quella di musica concreta, musica sperimentale, musica elettronica, musica elettroacustica, Tonbandmusik, Elektronische Musik (Germania), Tape music (USA).

### Un'esperienza dagli sviluppi molteplici
Il mondo della composizione strumentale contemporanea è il primo a essere influenzato dall'esperienza della musica concreta. Compositori quali Iannis Xenakis, Ivo Malec, François-Bernard Mâche, Philippe Leroux e Denis Dufour sono stati potentemente influenzati nel loro stile e nelle idee musicali da idee di morfologia e di scrittura provenienti dalla loro pratica di studio. Il “solco chiuso” (l'anello) si inserisce poco a poco nel vocabolario musicale contemporaneo e non si può negare che i compositori americani minimalisti della scuola di New York (Steve Reich, Phil Glass, Terry Riley, La Monte Young…) siano stati ispirati dapprima nelle loro opere per nastro e poi nelle opere strumentali dall'idea di “anello”, ma anche che si siano nutriti di tutta una competenza di studio. La moltiplicazione delle possibilità di intervento e di distanziazione in rapporto al tempo musicale che lo studio offre ha prodotto delle opere singolarmente nuove, e questo cambiamento di paradigma si fa ancora sentire nella produzione attuale.
Negli anni settanta una nuova scuola estetica nasce in Francia, rifacendosi alle ricerche sul suono di Pierre Schaeffer (ma non alla musica acusmatica), la scuola spettrale, che si ispira alla struttura acustica del suono (le sue armoniche, il suo spettro) per sostenere la scelta delle altezze, la definizione della forma e l'orchestrazione dell'opera.
Quanto a Jean-Michel Jarre egli si rifà al suo rapporto con il GRM, dopo aver seguito per qualche mese la classe di Pierre Schaeffer, presso il Conservatorio nazionale superiore di musica di Parigi, alla fine degli anni 60. Troviamo delle simili metamorfosi musicali oltre Reno con Klaus Schulze (ispirato da Karlheinz Stockhausen), i Tangerine Dream e il gruppo Kraftwerk degli inizi. Dalla fine degli anni 60, le sequenze “plananti” e gli effetti sonori di studio, ispirati principalmente dal lavoro di Stockhausen, invadono la produzione pop: i Beatles (Revolution 9), i Pink Floyd (The Dark Side of the Moon), i Can e i più radicali Faust, ma anche i Velvet Underground e i Soft Machine… fino alla più egemonica varietà internazionale attuale (Michael Jackson).
Infine agli inizi degli anni 90 appare la Techno (musica elettronica), di cui i DJ, al tempo stesso animatori, tecnici e adesso musicisti, rivendicano ad alcuni di loro l'eredità di Pierre Schaeffer e di Pierre Henry (definito a 70 anni sulla copertina di una rivista come “il più vecchio DJ del mondo”!).
Quanto alle musiche applicate (commerciali e/o pubblicitarie, d'illustrazione sonora per la televisione, la radio, il teatro o il balletto, le colonne sonore di corto e lungometraggi, le sigle musicali, i jingle e altri gimmick sonori) non sono le ultime ad aver fatto uso dell'acusmatica.

### In Italia
In Italia, oltre ad essere presenti in numerose rassegne di musica elettroacustica, le opere acusmatiche sono presentate in due festival dedicati esclusivamente all'arte sonora su supporto: il Festival di interpretazione della musica acusmatica (organizzato dall'associazione Amici della musica di Cagliari) ed il Festival Silence (organizzato dall'associazione M.ar.e a Bari).